# Queich
La Queich (en allemand : Queich) est une rivière longue de 51,57 km, affluent de la rive gauche du Rhin.